# Pure Green (曲)
「Pure Green」（ピュア・グリーン）は、2024年8月28日に発売されたサニーデイ・サービス通算23作目のシングル。

## 解説
フレッシュにきらめくポップなロックンロールナンバー「Pure Green」は、サニーデイ・サービスの2024年第1弾シングルで、サニーデイや中田クルミが出演するサントリー「鏡月Green」のWeb CMソングとして、5月1日に配信リリースされた。B面にはビタースイートなメロウ滴る未配信曲「Angel Eyes」を収録。
ROSE RECORDS ONLINE SHOPでは2024年8月1日より7inchシングルの予約受付が開始された。

## パッケージ、アートワーク
ジャケットには曽我部恵一とモデルの雫瀬永紡が空を飛ぶ自転車に二人乗りしている写真が使われているほか、7インチシングルには曽我部によるイラスト（曽我部のイニシャルである“KS”のサイン入り）と、「Pure Green」「Angel Eyes」両曲の歌詞およびスタッフ・クレジットの手書きが、それぞれ両面にプリントされたカードが封入されている。

## 収録曲

### Side A
1. Pure Green
作詞・作曲 曽我部恵一    編曲 サニーデイ・サービス

### Side B
1. Angel Eyes
作詞・作曲 曽我部恵一    編曲 サニーデイ・サービス

## クレジット
| サニーデイ・サービス                                                                 |
| Dr. Mikio Daikuhara · Bass Takashi Tanaka                                            |
| Vo/Gtr Keiichi Sokabe                                                                |
|                                                                                      |
| A面→ 録音&MIX 池内亮                                                                 |
| B面→ 録音 池内亮 MIX 曽我部恵一                                                      |
| スタジオ タペンススタジオ                                                            |
| ディレクター 渡邊文武 A&R 岩崎朗太 マネージメント 水上由季                           |
|                                                                                      |
| カッティング by 藤得成                                                               |
|                                                                                      |
| Pure Greenが鏡月GreenのCMになったときのスタッフのみなさん                            |
| 監督 小林光大 プロデューサー 長東雄介 (東北新社) 野中直 (東北新社)                   |
| プロダクションマネージャー 鈴木遥 (東北新社) 丸毛麻貴 (東北新社) 竹内茅人 (東北新社) |
|                                                                                      |
| ジャケット 撮影 小林光大 ヘアメイク くどうあき                                       |
| モデル 雫瀬永紡 (dine and indy)                                                      |

## リリース日一覧
| 地域 | リリース日    | レーベル     | 規格                 | カタログ番号 | 備考                                              |
| ---- | ------------- | ------------ | -------------------- | ------------ | ------------------------------------------------- |
| 日本 | 2024年5月1日  | ROSE RECORDS | デジタルダウンロード | -            | 「Pure Green」のみ配信                            |
| 日本 | 2024年8月28日 | ROSE RECORDS | 7inch EP             | ROSE 328X    | 完全限定盤。B面には未配信曲「Angel Eyes」を収録。 |